# Leyenfeld
Leyenfeld ist eine Ortslage im Norden der bergischen Großstadt Wuppertal.

## Lage und Beschreibung
Die Ortslage befindet sich im Osten des Wohnquartiers Uellendahl-Ost im Stadtbezirk Uellendahl-Katernberg auf einer Höhe von 288 m ü. NHN am heutigen Westfalenweg. Der Name Leyenfeld ist als eigenständige Bezeichnung für diese Ortslage mehrheitlich nicht mehr im Bewusstsein der Bevölkerung vorhanden, der ursprüngliche Wohnplatz ist in der Wohnbebauung entlang des Westfalenwegs und der Kurt-Schumacher-Straße aufgegangen.
Benachbarte Ortslagen, Hofschaften und Wohnplätze sind Auf’m Hagen, Am Deckershäuschen, Am Hammerkloth, Am Neuen Haus, Am Hartkopfshäuschen, Am Hundsbusch, Dauka, Hagebeck, Soltenkopf, Am Neuen Sültekop, Am Sonnenschein, Im Siepen, Langenbruch, Goldene Kothen, Am Hasenkamp und In der Sonne.

## Etymologie und Geschichte
Im 19. Jahrhundert gehörte Leyenfeld zur Uellendahler Rotte der Oberbürgermeisterei Elberfeld. Der Ort ist auf der Topographischen Aufnahme der Rheinlande von 1824 als Leye und auf der Preußischen Uraufnahme von 1843 unbeschriftet eingezeichnet. Im Messtischblatt Elberfeld ist der Ort bis in die zweite Hälfte des 20. Jahrhunderts beschriftet.
1815/16 werden keine Einwohner gezählt. Der laut der Statistik und Topographie des Regierungsbezirks Düsseldorf 1832 als Kotten kategorisierte Ort wurde als am Leienfeld bezeichnet und besaß zu dieser Zeit zwei Wohnhäuser und zwei landwirtschaftliches Gebäude. Zu dieser Zeit lebten 17 Einwohner im Ort, einer katholischen und 16 evangelischen Glaubens.
An Leyenfeld verlief ein Kohlenweg von Sprockhövel nach Elberfeld (hier der heutige Westfalenweg) vorbei, auf dem im ausgehenden 18. Jahrhundert und in der ersten Hälfte des 19. Jahrhunderts Steinkohle von den Zechen im südlichen Ruhrgebiet zu den Fabriken im Wuppertal transportiert wurde, das in dieser Zeit das industrielle Herz der Region war.
Die ursprüngliche Hofstelle ging in den 1950er/1960er Jahren ab und wurde ab den 1970er Jahren mit neuen Wohngebäuden bebaut. 